# Yonval
Yonval est une commune française située dans le département de la Somme, en région Hauts-de-France.
Depuis juillet 2020, la commune fait partie du parc naturel régional Baie de Somme - Picardie maritime.
La commune fait aussi partie des villages labellisés Pays d'art et d'histoire qui œuvrent à mettre en avant leur patrimoine,.

## Géographie

### Localisation
Yonval est un village picard du Vimeu proche du Ponthieu.
Limitrophe d'Abbeville, la commune est située à 42 km au nord-ouest d'Amiens à vol d'oiseau. 
Le territoire de la commune est limitrophe de ceux de quatre communes.
Les communes limitrophes sont Abbeville, Cambron, Mareuil-Caubert et Moyenneville.

### Hydrographie
La commune est située dans le bassin Artois-Picardie. Elle n'est drainée par aucun cours d'eau.

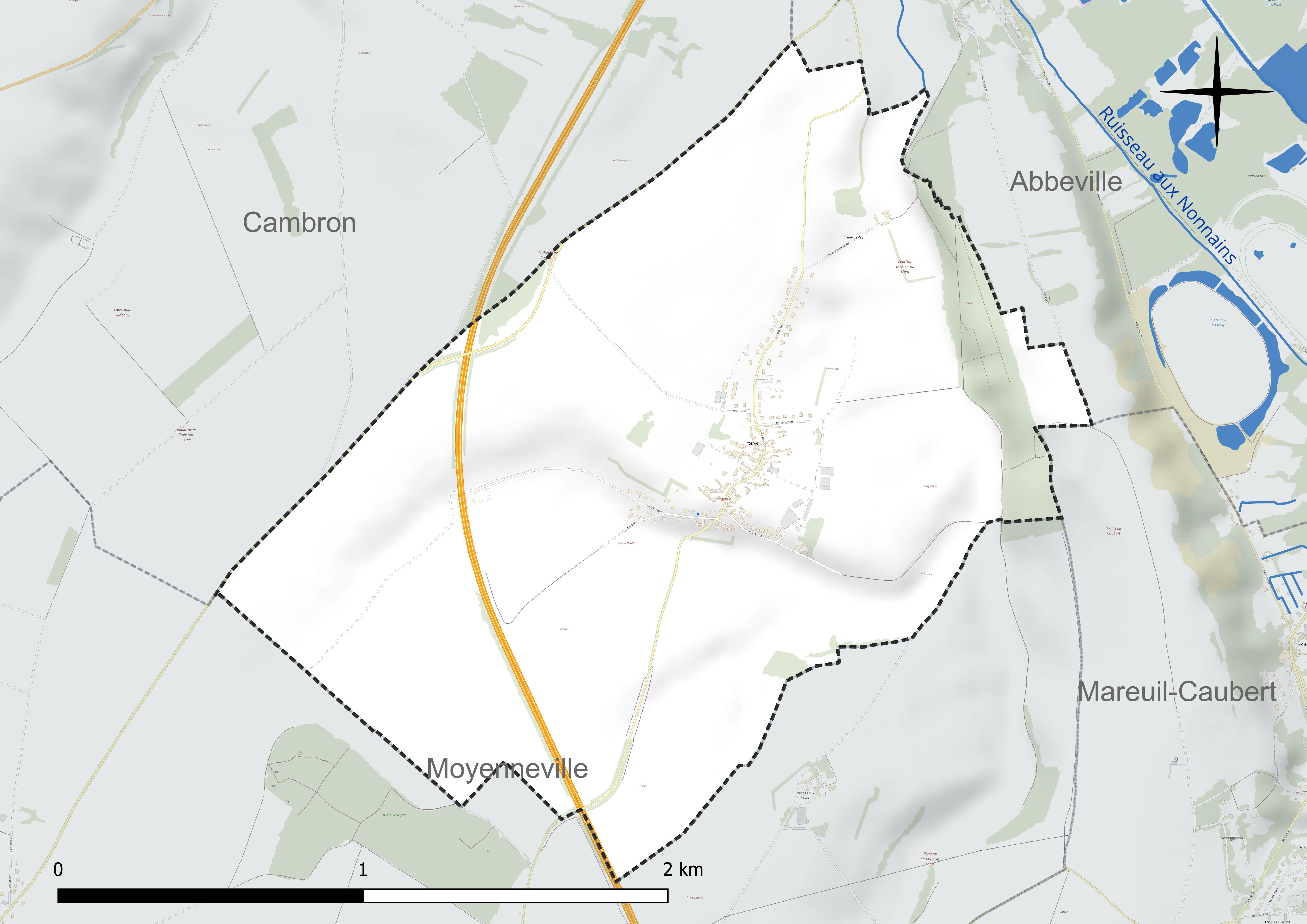
Réseau hydrographique d'Yonval.

### Climat
Pour des articles plus généraux, voir Climat des Hauts-de-France et Climat de la Somme.
En 2010, le climat de la commune est de type climat océanique franc, selon une étude du CNRS s'appuyant sur une série de données couvrant la période 1971-2000. En 2020, Météo-France publie une typologie des climats de la France métropolitaine dans laquelle la commune est exposée à un climat océanique et est dans la région climatique Côtes de la Manche orientale, caractérisée par un faible ensoleillement (1 550 h/an) ; forte humidité de l'air (plus de 20 h/jour avec humidité relative > 80 % en hiver), vents forts fréquents.
Pour la période 1971-2000, la température annuelle moyenne est de 10,3 °C, avec une amplitude thermique annuelle de 12,8 °C. Le cumul annuel moyen de précipitations est de 701 mm, avec 12,3 jours de précipitations en janvier et 8,3 jours en juillet. Pour la période 1991-2020, la température moyenne annuelle observée sur la station météorologique la plus proche, située sur la commune d'Abbeville à 4 km à vol d'oiseau, est de 11,0 °C et le cumul annuel moyen de précipitations est de 806,2 mm,. Pour l'avenir, les paramètres climatiques de la commune estimés pour 2050 selon différents scénarios d'émission de gaz à effet de serre sont consultables sur un site dédié publié par Météo-France en novembre 2022.
| Mois                                  | jan.             | fév.             | mars          | avril           | mai             | juin          | jui.           | août           | sep.           | oct.          | nov.            | déc.             | année      |
| ------------------------------------- | ---------------- | ---------------- | ------------- | --------------- | --------------- | ------------- | -------------- | -------------- | -------------- | ------------- | --------------- | ---------------- | ---------- |
| Température minimale moyenne (°C)     | 2,2              | 2,3              | 4             | 5,5             | 8,7             | 11,4          | 13,4           | 13,7           | 11,3           | 8,7           | 5,3             | 2,8              | 7,4        |
| Température moyenne (°C)              | 4,6              | 5                | 7,4           | 9,9             | 13              | 15,7          | 17,9           | 18,1           | 15,4           | 12            | 7,9             | 5,1              | 11         |
| Température maximale moyenne (°C)     | 7                | 7,7              | 10,9          | 14,3            | 17,3            | 20,1          | 22,4           | 22,6           | 19,6           | 15,3          | 10,5            | 7,4              | 14,6       |
| Record de froid (°C) date du record   | −17,4 17.01.1985 | −15,2 13.02.1929 | −9,8 04.03.05 | −3,6 11.04.03   | −1,6 02.05.1960 | 0 14.06.1933  | 1,3 29.07.1933 | 4,9 28.08.1979 | 1,3 23.09.1979 | −5 28.10.1931 | −8,2 23.11.1956 | −14,6 20.12.1938 | −17,4 1985 |
| Record de chaleur (°C) date du record | 17,2 10.01.1936  | 19,9 17.02.1950  | 25,2 31.03.21 | 29,3 16.04.1949 | 32,4 25.05.1953 | 35,2 18.06.22 | 41,3 25.07.19  | 37,3 10.08.03  | 33,1 10.09.23  | 27,8 01.10.11 | 21,8 03.11.1927 | 16,3 30.12.22    | 41,3 2019  |
| Précipitations (mm)                   | 64,1             | 53,4             | 52,8          | 50              | 60,4            | 63,3          | 62,1           | 80,6           | 66,6           | 77            | 84,2            | 91,7             | 806,2      |

## Urbanisme

### Typologie
Au 1er janvier 2024, Yonval est catégorisée commune rurale à habitat dispersé, selon la nouvelle grille communale de densité à sept niveaux définie par l'Insee en 2022.
Elle est située hors unité urbaine. Par ailleurs la commune fait partie de l'aire d'attraction d'Abbeville, dont elle est une commune de la couronne,. Cette aire, qui regroupe 73 communes, est catégorisée dans les aires de 50 000 à moins de 200 000 habitants,.

### Occupation des sols
L'occupation des sols de la commune, telle qu'elle ressort de la base de données européenne d'occupation biophysique des sols Corine Land Cover (CLC), est marquée par l'importance des territoires agricoles (93,6 % en 2018), une proportion identique à celle de 1990 (93,6 %). La répartition détaillée en 2018 est la suivante : 
terres arables (83,3 %), prairies (10,3 %), zones urbanisées (6,4 %). L'évolution de l'occupation des sols de la commune et de ses infrastructures peut être observée sur les différentes représentations cartographiques du territoire : la carte de Cassini (XVIIIe siècle), la carte d'état-major (1820-1866) et les cartes ou photos aériennes de l'IGN pour la période actuelle (1950 à aujourd'hui).

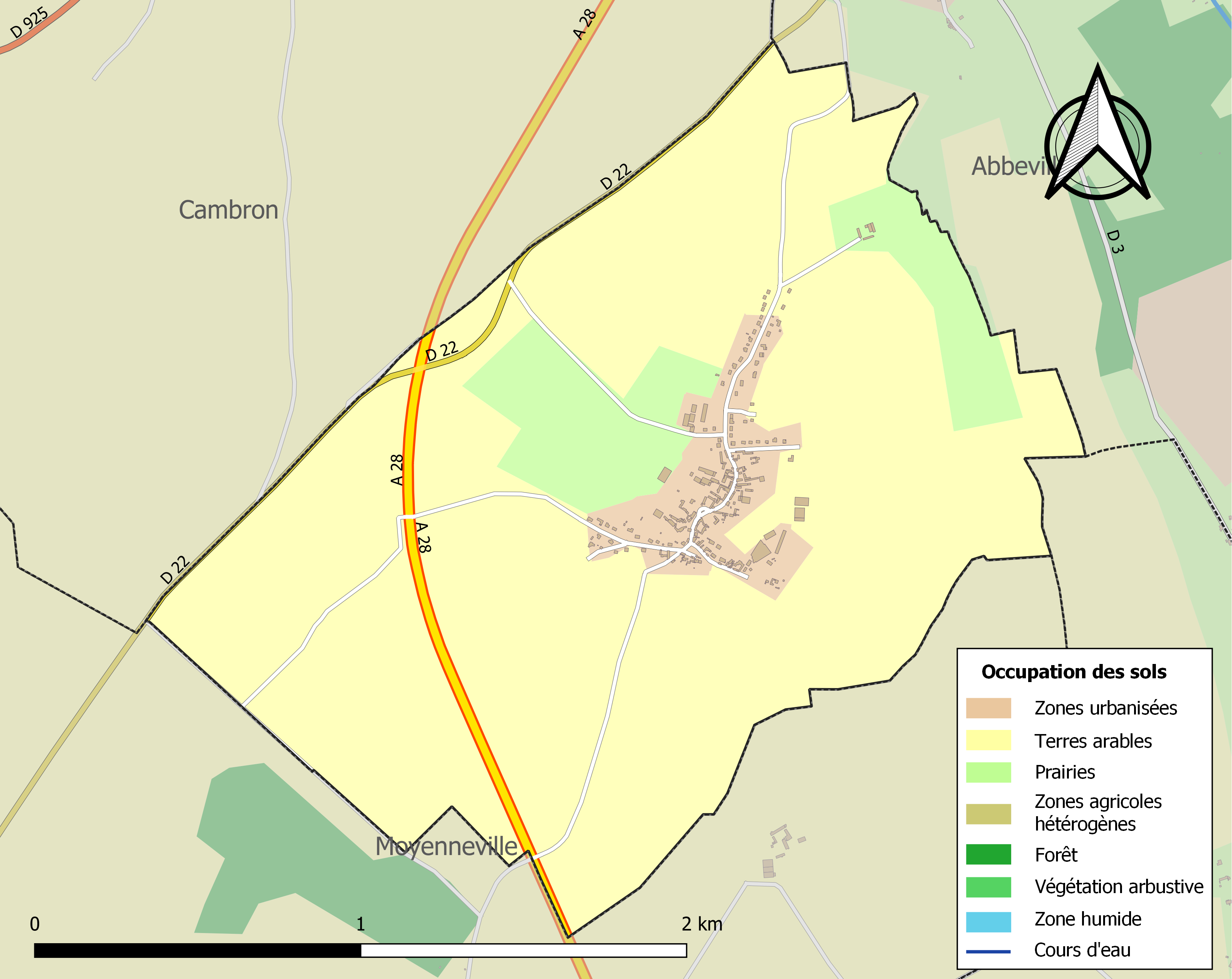
Carte des infrastructures et de l'occupation des sols de la commune en 2018 (CLC).

## Toponymie
Le nom de la localité est attesté sous les formes Widonis vallis (1178) ; Wion-Val (1178) ; Guidonis vallis (1231) ; Wionval (1299) ; Yenval (1337) ; Ionval (1388) ; Dionval (1557) ; Yonval (1585) ; Yonval-lez-Wiri (1781).
Yonval est une ancienne dépendance de Cambron.

## Histoire

### Seconde Guerre mondiale
Au cours de la bataille d'Abbeville, le 20 mai 1940, près de 500 bombes ont été lancées. C'est l'une des plus grandes offensives des troupes alliées pour repousser l'ennemi. Trois attaques seront menées pour réduire la tête de front allemande. La deuxième est menée par le colonel de Gaulle.
La troisième et dernière se déroule à Yonval, sur le plateau. Le 15e RIA (régiment d'infanterie alpine) attaque le matin du 4 juin sur les Monts Caubert. En une seule journée, 17 officiers et 250 soldats sont tués. Le plateau entre Moyenneville et Yonval est le lieu de leur sacrifice. Inaugurée le 6 juin 1998, une stèle fut érigée à l'initiative d'Ernest Gest, maire de Yonval de 1989 à 2001 ; il avait 14 ans au moment des faits.

### Autonomie communale
Yonval a été détachée de Cambron le 1er janvier 1986.

## Politique et administration

### Liste des maires
| Période   | Période                      | Identité          | Étiquette | Qualité                        |
| --------- | ---------------------------- | ----------------- | --------- | ------------------------------ |
| 1986      | 1989                         | Bernard François  |           |                                |
| 1989      | 2001                         | Ernest Gest       |           |                                |
| mars 2001 | mars 2014                    | Bernard Boutroy   |           |                                |
| mars 2014 | En cours (au 8 octobre 2020) | Christian Lesenne |           | Réélu pour le mandat 2020-2026 |

### Politique environnementale
Le village participe régulièrement au Concours départemental des villages fleuris. Dans la première catégorie, celle des communes de moins de 300 habitants, il a remporté le deuxième prix d'honneur en 2015.
La commune obtient sa première fleur au concours des villes et villages fleuris lors du dévoilement du palmarès le 26 novembre 2018.
Le classement est confirmé en 2024.
Pour ressusciter les variétés anciennes de fruits, un verger conservatoire de 2 000 m2 est créé en janvier 2017.

## Population et société

### Démographie
L'évolution du nombre d'habitants est connue à travers les recensements de la population effectués dans la commune depuis 1990. Pour les communes de moins de 10 000 habitants, une enquête de recensement portant sur toute la population est réalisée tous les cinq ans, les populations de référence des années intermédiaires étant quant à elles estimées par interpolation ou extrapolation. Pour la commune, le premier recensement exhaustif entrant dans le cadre du nouveau dispositif a été réalisé en 2006.

En 2022, la commune comptait 240 habitants, en évolution de +5,73 % par rapport à 2016 (Somme : −1,26 %, France hors Mayotte : +2,11 %).
| 1990 | 1999 | 2006 | 2011 | 2016 | 2021 | 2022 |
| ---- | ---- | ---- | ---- | ---- | ---- | ---- |
| 210  | 211  | 236  | 240  | 227  | 233  | 240  |

### Enseignement
Le village ne dispose plus d'école primaire, après la fermeture de son école à classe unique. Les enfants d'âge scolaire obligatoire se rendent dans les écoles environnantes.

## Culture locale et patrimoine

### Lieux et monuments
- Vestiges préhistoriques et antiques.
- Traces de deux villas gallo-romaines.
- Stèle à la mémoire du 15e régiment d'infanterie alpine (4 juin 1940), inaugurée le 6 juin 1998, sur la route qui relie Yonval à Bienfay.
- La salle communale a pris le nom d'Ernest Gest, ancien maire, en sa présence, le 22 mars 2014[18].
- Le larris de Yonval est géré par le Conservatoire d'espaces naturels de Picardie. Classé en zone Natura 2000, il permet la protection de la biodiversité locale et doit être naturellement entretenu par des ovins[29].

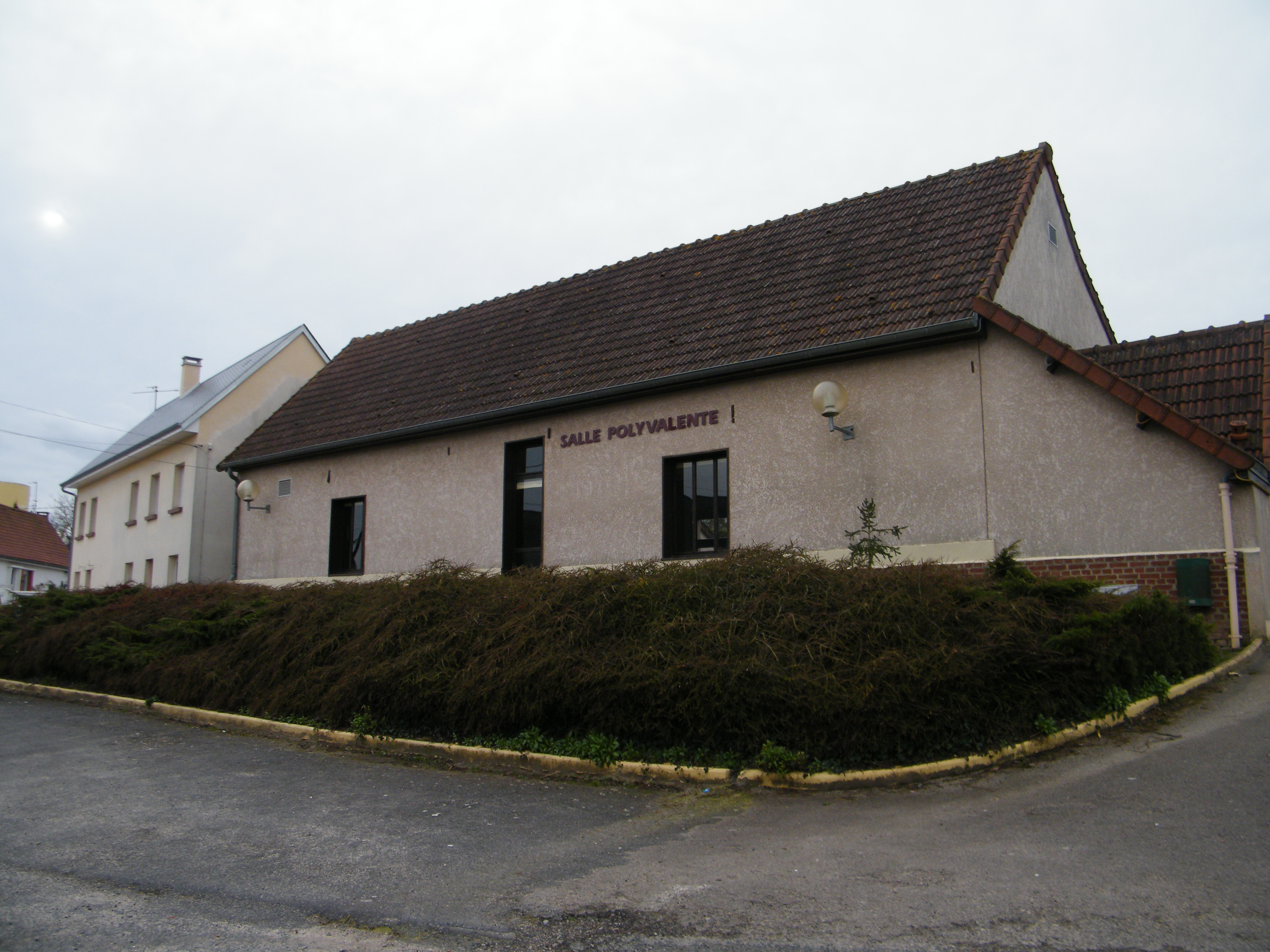
La salle communale Ernest-Gest.
Calvaire dans le village.
Calvaire à l'entrée du village.

### Héraldique
| Blason de Yonval | Blason  | Tiercé en fasce : au 1er d'or au lion léopardé de gueules, au 2e de sinople plain, au 3e d'hermine plain. |
| Blason de Yonval | Détails | En 2006, la commune d'Yonval a adopté les armes de la famille Le Roy de Valanglart, seigneur du lieu, de Moyenneville, de Valanglart (fief à Moyenneville) et autres lieux. Le statut officiel du blason reste à déterminer. |